# Badre Kotbani
Badre Kotbani (Sittard, 13 april 1990) is een Nederlands voetballer die als verdediger speelt.

## Loopbaan
Hij speelde in de jeugdopleiding van VV Sanderbout in Sittard.
Kotbani maakte zijn debuut voor Fortuna Sittard in het betaalde voetbal op 23 oktober 2009 tegen FC Den Bosch. Die wedstrijd ging met 3-1 verloren. Eind juli 2011 nam Fortuna afscheid van hem. Een stage bij FC Eindhoven leidde hierna niet tot een contract. Hierna speelde Kotbani in het Limburgse amateurvoetbal. In 2020 ging hij in België voor Zutendaal VV spelen.